# Liste des évêques de Shreveport
La liste des évêques de Shreveport recense les noms des évêques qui se sont succédé sur le siège épiscopal de Shreveport dans l'état de la Louisiane, aux États-Unis depuis la fondation du diocèse de Shreveport (Dioecesis Sreveportuensis in Louisiana) le 16 juin 1986, par scission de celui d'Alexandria-Shreveport (en).

## Sont évêques
- 16 juin 1986-20 décembre 2006 : William Friend (William Benédict Friend)
- 20 décembre 2006-1er avril 2008 : siège vacant
- 1er avril 2008-26 juin 2018 : Michael Duca (Michael Gérard Duca), transféré à Baton Rouge
- depuis le 19 novembre 2019 :  Francis Malone (Francis I. Malone)

## Sources
- (en) Fiche du diocèse sur Catholic-hierarchy.org